# وون کره جنوبی
وون (به انگلیسی: Won) (به کره‌ای: 원) (نماد: ₩؛ کد: KRW) یکای پول کره جنوبی است. یک وون به ۱۰۰ جیون، زیر واحد پولی، تقسیم می‌شود. جیون دیگر برای معامله‌های روزمره استفاده نشده و فقط در نرخ ارز خارجی ظاهر می‌شود. وون توسط بانک کره مستقر در سئول صادر می‌شود.

## ریشه‌شناسی
وون قدیمی همسان یوان چین و ین ژاپن بود که هر دو از دلار نقره اسپانیایی-آمریکایی مشتق شده بودند. این کلمه از هانجا 圓 (원، وون) به معنی «گرد» گرفته شده‌است که شکل دلار نقره‌ای را توصیف می‌کند. وون به ۱۰۰ جیون (کره‌ای: 전؛ هانجا: 錢؛ RR: jeon ; MR: chŏn) تقسیم می‌شود، که خود همسان واحد وزن چینی و به‌طور کلی مترادف پول است. وون کنونی (۱۹۶۲ تا کنون) فقط در هانگول نوشته شده‌است و به طور رسمی هیچ هانجایی با آن مرتبط نیست.

## تاریخچه
وون کره‌ای، یوآن چین و ین ژاپن همگی از دلار نقره اسپانیایی-آمریکایی مشتق شده بودند، سکه‌ای که در قرن ۱۶ تا ۱۹ برای تجارت بین‌المللی بین آسیا و آمریکا استفاده می‌شد.
در دوران استعمار ژاپن (۴۵–۱۹۱۰)، وون با ین کره جایگزین شد که برابر ین ژاپن بود.
پس از پایان جنگ جهانی دوم در سال ۱۹۴۵، کره تقسیم شد و در نتیجه دو واحد پولی جداگانه، که هر دو وون نامیده می‌شد، برای جنوب و شمال پدید آمد. هر دو وون جنوبی و شمالی با نرخی همسان جایگزین ین شدند. اولین وون کره جنوبی به ۱۰۰ جیون تقسیم می‌شد.
در تاریخ پانزدهم فوریه ۱۹۵۳ وون با هوان با نرخ یک هوان در برابر صد وون جایگزین شد. هوان تا نهم ژوئن ۱۹۶۲ به فعالیت خود ادامه داد تا اینکه در تاریخ دهم ژوئن ۱۹۶۲ با ظهور وون دوم به فعالیت خود پایان داد.

## سکه‌ها
سکه‌های ۱۰ و ۵۰ هوانی به ارزش ۱ و ۵ وون تا سال ۱۹۶۶ به فعالیت خود ادامه دادند تا اینکه سرانجام در تاریخ ۱۶ اوت همان سال سکه‌های وون معرفی شدند؛ البته سکه‌های ۱۰ و ۵۰ هوانی تا سال‌ها پس از آن از اعتبار برخوردار بودند تا اینکه در تاریخ ۲۲ مارس ۱۹۷۵ منسوخ شدند. تا پیش از معرفی سکه‌های وون جدید که از گاه‌شماری میلادی بهره می‌برد، سکه‌های پیشین همگی از گاه‌شماری کره‌ای بهره می‌بردند.

## اسکناس‌ها
نخستین سری از اسکناس‌ها را شرکت بریتانیایی دی لا رو چاپ می‌کرد تا اینکه پس از مدتی شرکت ضرابخانه و چاپ امنیتی کره این مسئولیت را بر عهده گرفت.
| سری چاپ دی لا رو ۱۹۶۲                            | سری چاپ دی لا رو ۱۹۶۲ | سری چاپ دی لا رو ۱۹۶۲ | سری چاپ دی لا رو ۱۹۶۲ | سری چاپ دی لا رو ۱۹۶۲ | سری چاپ دی لا رو ۱۹۶۲               | سری چاپ دی لا رو ۱۹۶۲                 | سری چاپ دی لا رو ۱۹۶۲ | سری چاپ دی لا رو ۱۹۶۲ |
| نگاره                                            | نگاره                 | بها                   | ابعاد (میلی‌متر)       | رنگ                   | شرح                                 | شرح                                   | تاریخ                 | تاریخ                 |
| رو                                               | پشت                   | بها                   | ابعاد (میلی‌متر)       | رنگ                   | رو                                  | پشت                                   | آغاز انتشار           | پایان انتشار          |
| ------------------------------------------------ | --------------------- | --------------------- | --------------------- | --------------------- | ----------------------------------- | ------------------------------------- | --------------------- | --------------------- |
|                                                  |                       | ₩۱                    | ۹۴ × ۵۰               | صورتی                 | نشان بانک کره                       | بها                                   | ۱۰ ژوئن ۱۹۶۲          | ۲۰ مه ۱۹۷۰            |
|                                                  |                       | ₩۵                    | ۹۴ × ۵۰               | آبی                   | نشان بانک کره                       | بها                                   | ۱۰ ژوئن ۱۹۶۲          | ۱ مه ۱۹۶۹             |
|                                                  |                       | ₩۱۰                   | ۱۰۸ × ۵۴              | سبز                   | نشان بانک کره                       | بها                                   | ۱۰ ژوئن ۱۹۶۲          | ۱ سپتامبر ۱۹۶۲        |
|                                                  |                       | ₩۵۰                   | ۱۵۶ × ۶۶              | نارنجی                | گئوجه                               | بها، مشعل                             | ۱۰ ژوئن ۱۹۶۲          | ۲۰ مه ۱۹۷۰            |
|                                                  |                       | ₩۱۰۰                  | ۱۵۶ × ۶۶              | سبز                   | دروازه استقلال                      | بها، مشعل                             | ۱۰ ژوئن ۱۹۶۲          | ۱۴ فوریه ۱۹۶۹         |
|                                                  |                       | ₩۵۰۰                  | ۱۵۶ × ۶۶              | خاکستری               | نامدائه‌مون                          | بها، مشعل                             | ۱۰ ژوئن ۱۹۶۲          | ۳ فوریه ۱۹۶۷          |
| سری چاپ شرکت ضرابخانه و چاپ امنیتی کره ۱۹۶۲–۱۹۶۹ |                       |                       |                       |                       |                                     |                                       |                       |                       |
|                                                  |                       | ۱۰ جیون               | ۹۰ × ۵۰               | آبی                   | نوشته کره‌ای «بانک کره» به همراه بها | نوشته انگلیسی «بانک کره» به همراه بها | ۱ دسامبر ۱۹۶۲         | ۱ دسامبر ۱۹۸۰         |
|                                                  |                       | ۵۰ جیون               | ۹۰ × ۵۰               | قهوه‌ای                | نوشته کره‌ای «بانک کره» به همراه بها | نوشته انگلیسی «بانک کره» به همراه بها | ۱ دسامبر ۱۹۶۲         | ۱ دسامبر ۱۹۸۰         |
|                                                  |                       | ₩۱۰                   | ۱۴۰ × ۶۳              | ارغوانی               | چئومسئونگدائه                       | کشتی لاک‌پشتی                          | ۲۱ سپتامبر ۱۹۶۲       | ۳۰ اکتبر ۱۹۷۳         |
|                                                  |                       | ₩۵۰                   | ۱۴۹ × ۶۴              | سبز، نارنجی و آبی     | پارک تاگپول در سئول                 | رز شارون                              | ۲۱ مارس ۱۹۶۹          | ۳۰ اکتبر ۱۹۷۳         |
|                                                  |                       | ₩۱۰۰                  | ۱۵۶ × ۶۶              | سبز                   | دروازه استقلال                      | گایونگ‌بوک                             | ۱ نوامبر ۱۹۶۲         | ۳۰ اکتبر ۱۹۷۳         |
|                                                  |                       | ₩۱۰۰                  | ۱۵۶ × ۶۶              | سبز                   | سجونگ بزرگ                          | بانک کره                              | ۱۴ اوت ۱۹۶۵           | ۱ دسامبر ۱۹۸۰         |
|                                                  |                       | ₩۵۰۰                  | ۱۶۵ × ۷۳              | قهوه‌ای                | نامدائه‌مون                          | کشتی لاک‌پشتی                          | ۱۶ اوت ۱۹۶۶           | ۱۰ مه ۱۹۷۵            |

در سری منتشر شده در سال ۱۹۷۲ ویژگی‌های امنیتی تازه‌ای همچون ته‌نقش، فیبر پرتو فرابنفش و نخ امنیتی به اسکناس‌ها افزوده شد. این سری از اسکناس‌ها با روش فرونقش به چاپ رسیدند. مشکل‌هایی پیرامون موضوع اسکناس ۱۰,۰۰۰ وونی سبب شد تا با تاخیری یک‌ساله به دیگر اسکناس این سری بپیوندد.
| سری ۱۹۷۲–۱۹۷۳ | سری ۱۹۷۲–۱۹۷۳ | سری ۱۹۷۲–۱۹۷۳ | سری ۱۹۷۲–۱۹۷۳   | سری ۱۹۷۲–۱۹۷۳ | سری ۱۹۷۲–۱۹۷۳            | سری ۱۹۷۲–۱۹۷۳      | سری ۱۹۷۲–۱۹۷۳  | سری ۱۹۷۲–۱۹۷۳  | سری ۱۹۷۲–۱۹۷۳                  |
| نگاره         | نگاره         | بها           | ابعاد (میلی‌متر) | رنگ           | شرح                      | شرح                | تاریخ          | تاریخ          | طراح                           |
| رو            | پشت           | بها           | ابعاد (میلی‌متر) | رنگ           | رو                       | پشت                | آغاز انتشار    | پایان انتشار   | طراح                           |
| ------------- | ------------- | ------------- | --------------- | ------------- | ------------------------ | ------------------ | -------------- | -------------- | ------------------------------ |
|               |               | ₩۵,۰۰۰        | ۱۶۷ × ۷۷        | قهوه‌ای        | یی ای                    | بانک کره           | ۱ ژوئیه ۱۹۷۲   | ۱ دسامبر ۱۹۸۰  | دی لا رو                       |
|               |               | ₩۱۰,۰۰۰       | ۱۷۱ × ۸۱        | سبز           | سجونگ بزرگ، رز شارون     | گایونگ‌بوک          | ۱۲ ژوئن ۱۹۷۳   | ۱۰ نوامبر ۱۹۸۱ | ژاپن                           |
| سری ۱۹۷۳–۱۹۷۹ |               |               |                 |               |                          |                    |                |                |                                |
|               |               | ₩۵۰۰          | ۱۵۹ × ۶۹        | سبز و صورتی   | یی سون شین، کشتی لاک‌پشتی | آرامگاه یی سون شین | ۱ سپتامبر ۱۹۷۳ | ۱۲ مه ۱۹۹۳     | شرکت ضرابخانه و چاپ امنیتی کره |
|               |               | ₩۱,۰۰۰        | ۱۶۳ × ۷۳        | ارغوانی       | یی هوانگ، رز شارون       | دوسان سوون         | ۱۴ اوت ۱۹۷۵    | ۱۲ مه ۱۹۹۳     | ژاپن                           |
|               |               | ₩۵,۰۰۰        | ۱۶۷ × ۷۷        | نارنجی        | یی ای                    | گانگ‌نئونگ          | ۱ ژوئن ۱۹۷۷    | ۱۲ مه ۱۹۹۳     | ژاپن                           |
|               |               | ₩۱۰,۰۰۰       | ۱۷۱ × ۸۱        | سبز           | سجونگ بزرگ، ساعت آبی     | گایونگ‌بوک،رز شارون | ۱۵ ژوئن ۱۹۷۹   | ۱۲ مه ۱۹۹۳     | ژاپن                           |

در سال ۱۹۸۲ اسکناس ۵۰۰ وونی با سکه هم‌ارز خود جایگزین شد.
| سری ۱۹۸۳–۲۰۰۲ | سری ۱۹۸۳–۲۰۰۲ | سری ۱۹۸۳–۲۰۰۲ | سری ۱۹۸۳–۲۰۰۲   | سری ۱۹۸۳–۲۰۰۲ | سری ۱۹۸۳–۲۰۰۲        | سری ۱۹۸۳–۲۰۰۲ | سری ۱۹۸۳–۲۰۰۲                    | سری ۱۹۸۳–۲۰۰۲  | سری ۱۹۸۳–۲۰۰۲ |
| نگاره         | نگاره         | بها           | ابعاد (میلی‌متر) | رنگ           | شرح                  | شرح           | شرح                              | تاریخ          | تاریخ         |
| رو            | پشت           | بها           | ابعاد (میلی‌متر) | رنگ           | رو                   | پشت           | ته‌نقش                            | آغاز انتشار    | پایان انتشار  |
| ------------- | ------------- | ------------- | --------------- | ------------- | -------------------- | ------------- | -------------------------------- | -------------- | ------------- |
|               |               | ₩۱,۰۰۰        | ۱۵۱ × ۷۶        | ارغوانی       | یی هوانگ             | دوسان سوون    | بازتاب چهره روی اسکناس           | ۱۱ ژوئن ۱۹۸۳   | ۱ ژوئن ۲۰۱۶   |
|               |               | ₩۵,۰۰۰        | ۱۵۶ × ۷۶        | نارنجی        | یی ای                | گانگ‌نئونگ     | بازتاب چهره روی اسکناس           | ۱۱ ژوئن ۱۹۸۳   | ۱ ژوئن ۲۰۱۶   |
|               |               | ₩۵,۰۰۰        | ۱۵۶ × ۷۶        | نارنجی        | یی ای                | گانگ‌نئونگ     | بازتاب چهره روی اسکناس           | ۱۲ ژوئن ۲۰۰۲   | ۱ ژوئن ۲۰۱۶   |
|               |               | ₩۱۰,۰۰۰       | ۱۶۱ × ۷۶        | سبز           | سجونگ بزرگ، ساعت آبی | گایونگ‌بوک     | بازتاب چهره روی اسکناس           | ۸ اکتبر ۱۹۸۳   | ۱ ژوئن ۲۰۱۶   |
|               |               | ₩۱۰,۰۰۰       | ۱۶۱ × ۷۶        | سبز           | سجونگ بزرگ، ساعت آبی | گایونگ‌بوک     | بازتاب چهره روی اسکناس           | ۲۰ ژانویه ۱۹۸۴ | ۱ ژوئن ۲۰۱۶   |
|               |               | ₩۱۰,۰۰۰       | ۱۶۱ × ۷۶        | سبز           | سجونگ بزرگ، ساعت آبی | گایونگ‌بوک     | بازتاب چهره روی اسکناس، نشان ملی | ۱۹ ژوئن ۲۰۰۰   | ۱ ژوئن ۲۰۱۶   |

شین سایمدانگ تنها زنی است که تاکنون نگاره‌اش بر روی اسکناس‌های وون نقش بسته است. این اسکناس در تاریخ ۲۳ ژوئن ۲۰۰۹ به چاپ رسید.
| سری ۲۰۰۶ | سری ۲۰۰۶ | سری ۲۰۰۶ | سری ۲۰۰۶        | سری ۲۰۰۶ | سری ۲۰۰۶                                                                                   | سری ۲۰۰۶                                                                  | سری ۲۰۰۶                     | سری ۲۰۰۶       |
| نگاره    | نگاره    | بها      | ابعاد (میلی‌متر) | رنگ      | شرح                                                                                        | شرح                                                                       | شرح                          | تاریخ انتشار   |
| رو       | پشت      | بها      | ابعاد (میلی‌متر) | رنگ      | رو                                                                                         | پشت                                                                       | ته‌نقش                        | تاریخ انتشار   |
| -------- | -------- | -------- | --------------- | -------- | ------------------------------------------------------------------------------------------ | ------------------------------------------------------------------------- | ---------------------------- | -------------- |
|          |          | ₩۱,۰۰۰   | ۱۳۶ × ۶۸        | آبی      | یی هوانگ، سونگ کیون کوان، آلوی چینی                                                        | نگاره‌ای از دوسان سوون اثر جئونگ سئون                                      | بازتاب چهره روی اسکناس و بها | ۲۲ ژانویه ۲۰۰۷ |
|          |          | ₩۵,۰۰۰   | ۱۴۲ × ۶۸        | نارنجی   | یی ای، گانگ‌نئونگ، فیلستاچیس نیگرا                                                          | نگاره‌ای از هندوانه و بهارگل اثر مادر یی ای، شین سایمدانگ                  | بازتاب چهره روی اسکناس و بها | ۲ ژانویه ۲۰۰۶  |
|          |          | ₩۱۰,۰۰۰  | ۱۴۸ × ۶۸        | سبز      | سجونگ بزرگ، نگارگری کره‌ای، نشانه‌ای از شاهان چوسان، فصل دوم نخستین کتاب نوشته شده با هانگول | کره کره‌ای، نقشه آسمان کره‌ای با بازتاب تلسکوپ رصدخانه بوهیئونساندر پس‌زمینه | بازتاب چهره روی اسکناس و بها | ۲۲ ژانویه ۲۰۰۷ |
|          |          | ₩۵۰,۰۰۰  | ۱۵۴ × ۶۸        | زرد      | شین سایمدانگ با نگارگری کره‌ای درباره گیاهان در پس‌زمینه                                     | بامبو و درخت آلو                                                          | بازتاب چهره روی اسکناس و بها | ۲۳ ژوئن ۲۰۰۹   |